# Mborokua
Mborokua, früher auch Mary Island genannt, ist eine kleine Insel in der Westprovinz des Inselstaats der Salomonen. Es ist eine Vulkaninsel, mit einer nach Süden hin offenen Caldera, die eine Meeresbucht bildet.
Sie liegt etwa 30 km westlich der nächstgelegenen, bereits zur Zentralprovinz gehörenden Russell-Inseln und 60 km ostsüdöstlich des New-Georgia-Archipels, der den Hauptteil der Westprovinz bildet. Mborokua hat eine Fläche von knapp fünf Quadratkilometern und ist unbewohnt und vollständig bewaldet. Die Insel wird gelegentlich von Fischern von den Nachbarinseln und von Tauchtouristen aufgesucht.